# Danny Hodge
Daniel Allen Hodge (13 de maio de 1932 - 24 de dezembro de 2020) foi um lutador e boxeador americano. Ele é conhecido por sua carreira na Luta Profissional, tanto na categoria amadora quanto profissional . Ele nasceu e foi criado em Perry, Oklahoma, onde continuou a viver. Ele era famoso pela habilidade de esmagar maçãs com uma mão, um feito que ele demonstrou ao vivo na ESPN durante o Campeonato de Wrestling da NCAA de 2006 . Ele disse que sua força se devia ao fato de ter tendões duplos nas mãos.

## Carreira de Luta Profissional Amadora
Na Perry High School em Oklahoma, Hodge ganhou o título de 165 libras no torneio estadual de 1951. Como um lutador universitário da Universidade de Oklahoma, Hodge estava invicto em 46-0, com 36 pinos e, segundo notícias, nunca foi tirado do chão durante sua carreira universitária. Ele foi três vezes campeão da conferência Big Seven com 177 libras (1955–1957) e ganhou o título de 177 libras nos campeonatos da NCAA naqueles mesmos três anos, derrotando todos os três oponentes finais. (Hodge é apenas um dos dois campeões da Divisão I da NCAA por três vezes a fazer isso, sendo o outro Earl McCready do Oklahoma A&M em 1928-1930. ) Ele é o único lutador amador a ser capa da Sports Illustrated. Trabalhou como wrestler profissional durante dezoito anos e foi cinco vezes campeão de duplas dos EUA, com Skandor Akbar, entre outros.
Sua reputação como lutador de de seu colégio primário o precedeu quando ele ingressou na Marinha dos Estados Unidos em 1951. Em Ames, Iowa, em abril de 1952, Hodge sobreviveu aos testes olímpicos dos Estados Unidos e foi treinado pelo instrutor da Academia Naval Ray Swartz na divisão de 174 libras. Nos Jogos Olímpicos de Helsinque, Hodge foi derrotado por URSS David Cimakuridze 's. Indo para as provas de luta livre em maio de 1956 para a equipe olímpica dos Estados Unidos, Hodge era o favorito dos médios. Ele foi eliminado em 2 de maio por William Smit, porém o mesmo estava envolvido em polêmicas com a AAU Central e Hodge acabou lhe substituindo.  Após duas participações nas Olimpíadas, Hodge ficou em 5º lugar em 1952, e ganhou a medalha de prata em 1956, em Melbourne, Austrália, após ser derrotado na final pelo búlgaro Nikola Stanchev .
O Troféu Dan Hodge, em homenagem a ele, é o equivalente à luta livre amador do Troféu Heisman .

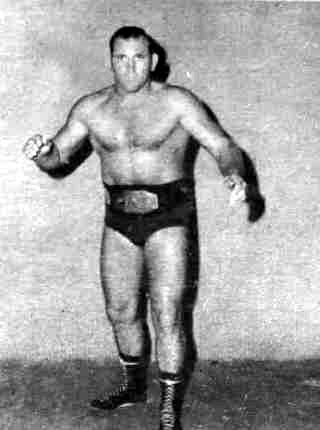
Hodge no início dos anos 1970

Treinado por Leroy McGuirk e Ed "Strangler" Lewis, Hodge fez sua estreia como lutador profissional em outubro de 1959. A primeira grande rivalidade de Hodge foi com o campeão dos pesos-pesados júnior da National Wrestling Alliance, Angelo Savoldi . A rivalidade de Hodge com Savoldi levou a um evento bizarro. O pai de Hodge entrou no ringue durante uma luta de boxe em 27 de maio de 1960, entre Hodge e Savoldi, e esfaqueou Savoldi com um canivete.  Savoldi precisou de 70 pontos em um hospital local, enquanto o pai de Hodge foi preso. Em 22 de julho de 1960, Hodge derrotou Savoldi pelo NWA World Junior Heavyweight Championship no Stockyards Coliseum em Oklahoma City. Hodge se tornou o principal headliner de McGuirk e, em 1962, Hodge ganhava mais de $ 80.000 por ano.
Hodge foi diversas vezes Campeão Mundial Júnior de Pesos Pesados da NWA, segurando o título oito vezes em um total de mais de dez anos, mais do que qualquer outro lutador na história. Em 2007, ele foi introduzido no Professional Wrestling Hall of Fame . Ele fez aparições na WWE no Raw em 2005 e 2012, no qual homenageou o colega Oklahoman Jim Ross .
WWE Hall of Famer e sete vezes campeão mundial, Bret Hart, se referiu a Hodge como "um dos maiores lutadores de luta livre profissional ou amadora que já existiu", e descreveu estar na mesma sala que Hodge no National de 2008 Wrestling Hall of Fame e cerimônia de premiação do Museu como "uma grande, grande honra para mim".
Daniel venceu o Chicago Golden Gloves de 1958 no Peso Pesado, depois venceu uma luta Chicago-NY Intercity em outubro, derrotando Charley Hood. Ele terminou sua carreira amadora com 17 vitórias, nenhuma derrota e 12 KO's. Convencido pelo gerente de boxe Art Freeman de que era melhor do que Rocky Marciano, Hodge decidiu se tornar um boxeador profissional em vez de buscar a oportunidade de competir como boxeador e lutador nos Jogos Olímpicos de Verão de 1960 em Roma, Itália. Em sua estreia no boxe profissional, ele conseguiu uma vitória por nocaute no primeiro round sobre Norm Jackson.  Como profissional, ele teve um recorde relatado de 8–2, embora apenas 7 vitórias tenham sido documentadas. Ele se aposentou em 9 de julho de 1959.
Em 29 de março de 2005, Hodge foi homenageado pelos legisladores do estado de Oklahoma como "Oklahoma Sports Hero". Ele atuou como presidente da Comissão de Boxe Profissional de Oklahoma, que regulamenta o boxe profissional, luta livre e artes marciais mistas em Oklahoma.

## Morte
Hodge morreu, aos 88 anos, em 24 de dezembro de 2020.

## Campeonatos e conquistas
- Couve-flor Alley Club
  - Prêmio Art Abrams pelo conjunto de sua obra (2004) [14]
  - Prêmio Lou Thesz ( 2007 ) [15]
  - Outro homenageado (1998) [16]
- Hall da Fama do Wrestling Profissional George Tragos / Lou Thesz
  - Classe de 2000[17]
- Hall da Fama do Wrestling Profissional Internacional
  - Turma de 2021[18]
- Associação Japonesa de Luta Livre
  - NWA International Tag Team Championship - com Wilbur Snyder[19]
- NWA Mid-America
  - NWA United States Tag Team Championship ( Mid-America Version ) ( 1 vez ) - com Lester Welch[20]
- Trans-World Wrestling Association
  - Campeonato TWWA (1 vez) [21]
- NWA Tri-State
  - NWA North American Heavyweight Championship <i id="mwoQ">(versão Tri-State)</i> (3 vezes) [22]
  - NWA United States Tag Team Championship <i id="mwpg">(versão Tri-State)</i> ( 5 vezes ) - com Skandor Akbar (2), Lorenzo Parente (1), Luke Brown (1) e Jay Clayton (1)
  - NWA World Junior Heavyweight Championship ( 7 vezes ) [23]
- Pro Wrestling Illustrated
  - Prêmio PWI Stanley Weston (1996)
- Museu e Galeria da Fama de Wrestling Profissional
  - Turma de 2007[24]
- Prêmios do boletim informativo do Wrestling Observer
  - Hall da Fama do Boletim do Observador de Wrestling ( Classe de 1996 ) [25]